# A Very Honorable Guy
Pour plus de détails, voir Fiche technique et Distribution.
A Very Honorable Guy est un film américain réalisé par Lloyd Bacon et sorti en 1934.

## Synopsis
'Feet' Samuels (Joe E. Brown) a perdu beaucoup d'argent aux jeux et se retrouve lourdement endetté. Il décide de régler l'argent qu'il doit en vendant son corps à un médecin ambitieux, le Dr Snitzer (Robert Barrat), qui accepte de lui accorder un dernier mois à vivre avant de le tuer.

## Fiche technique
- Titre original : A Very Honorable Guy
- Réalisation : Lloyd Bacon
- Scénario : Damon Runyon
- Direction artistique : Jack Okey
- Costumes : Orry-Kelly
- Photographie : Ira H. Morgan
- Montage : William Holmes
- Musique : Bernhard Kaun
- Production : Hal B. Wallis
- Société de production : First National Pictures
- Société de distribution : Warner Bros.
- Pays de production :  États-Unis
- Langue originale : anglais
- Format : noir et blanc —  35 mm — 1.37:1 — son monophonique
- Genre : comédie
- Durée : 62 minutes
- Dates de sortie :
  - Royaume-Uni : 18 avril 1934
  - États-Unis : 5 mai 1934

## Distribution

### Acteurs principaux
- Joe E. Brown : 'Feet' Samuels
- Alice White : Hortense
- Robert Barrat : Dr Snitzer
- Alan Dinehart : The Brain
- Irene Franklin : Toodles
- Hobart Cavanaugh : Benny
- Arthur Vinton : Moon O'Hara
- G. Pat Collins : Red Hendrickson
- Harold Huber : Joe Ponzetti
- James Donlan : M. O'Toole
- Harry Warren : Harry
- Al Dubin : Al

### Acteurs secondaires
- Ernie Adams : parieur (non crédité)
- Brooks Benedict : Donny Detroit (non crédité)
- Stanley Blystone : homme au salon de thé (non crédité)
- Wade Boteler : garde (non crédité)
- Sidney Bracey : serveur (non crédité)
- Matt Briggs : Fermier Parkins (non crédité)
- Raymond Brown : Mindy (non crédité)
- James Burke : Sergent (non crédité)
- Jack Cheatham : second policier (non crédité)
- Robert Ellis : gangster (non crédité)
- Aggie Herring : Mme Mullins (non crédité)
- Al Hill : gangster (non crédité)
- Harry Holman : homme gros (non crédité)
- Paul Hurst : majordome (non crédité)
- Bud Jamison : Jerry le serveur (non crédité)
- Eddie Kane : M. Mullins (non crédité)
- Philo McCullough : joueur de poker (non crédité)
- Tom McGuire : homme de la course (non crédité)
- Bob Montgomery : Charlie (non crédité)
- Clarence Muse : homme noir (non crédité)
- Richard Powell : serveur (non crédité)
- Harry Semels : grec (non crédité)
- Harry Seymour : Tweezer LaRue (non crédité)
- Lee Shumway : premier policier (non crédité)
- Larry Steers : invité à la fête (non crédité)
- Charles Sullivan : chauffeur (non crédité)
- Maidel Turner : Mme Emerson (non crédité)
- Kathrin Clare Ward : femme irlandaise (non crédité)
- Charles Williams : droguiste (non crédité)